# Feed My Frankenstein
Singles de Alice Cooper
Love's a Loaded Gun
(1991) Lost in America
(1994)
Feed My Frankenstein est une chanson d'Alice Cooper issue de l'album Hey Stoopid sorti en 1991. Le titre est publié en single le 1er juin 1992 via Epic Records. Zodiac Mindwarp qui a participé à l'écriture du morceau, utilise cette chanson avec son groupe Zodiac Mindwarp and the Love Reaction sur l'album Hoodlum Thunder sorti en 1991. Le single s'est classé à la 27e position dans les charts britanniques le 6 juin 1992 et est resté classé durant 3 semaines.
En 1992, Alice Cooper est invité à jouer dans le film Wayne's World dans lequel il interprète ce titre avec ses propres musiciens. Pete Friesen à la guitare, Derek Sherinian aux claviers, Jimmy DeGrasso à la batterie, Stef Burns à la guitare et Alice Cooper aux chants.

## Liste des titres
| 1. | Feed My Frankenstein | Alice Cooper, Ian Richardson, Nick Coler, Zodiac Mindwarp | 4:12 |
| 2. | Poison               | Alice Cooper, Desmond Child, John McCurry                 | 4:29 |
| 3. | Bed of Nails         | Alice Cooper, Desmond Child, Diane Warren                 | 4:20 |

| A1. | Feed My Frankenstein  | Alice Cooper, Ian Richardson, Nick Coler, Zodiac Mindwarp | 4:43 |
| A2. | Burning Our Bed       | Alice Cooper, Al Pitrelli, Bob Pfeifer, Steve West        | 4:34 |
| B1. | Poison                | Alice Cooper, Desmond Child, John McCurry                 | 4:29 |
| B2. | Only My Heart Talkin' | Alice Cooper, Bruce Roberts, Andy Goldmark                | 4:46 |

## Composition du groupe
Invités pour le titre
- Alice Cooper – chants
- Steve Vai – guitare
- Joe Satriani – guitare
- Nikki Sixx – basse
- Derek Sherinian – claviers
- Jimmy DeGrasso – batterie

Wayne's World
- Alice Cooper – chants
- Stef Burns – guitare
- Pete Friesen – guitare
- Greg Smith – basse
- Derek Sherinian – claviers
- Jimmy DeGrasso – batterie